# Coupe du Liechtenstein de football 1984-1985
Navigation
Édition précédente Édition suivante
La coupe du Liechtenstein 1984-1985 de football est la 40e édition de la Coupe nationale de football, la seule compétition nationale du pays en l'absence de championnat.
La finale est disputée à Balzers, le 16 mai 1985, entre le FC Vaduz et l'USV Eschen/Mauren. 
Le FC Vaduz remporte le trophée en battant l'USV Eschen/Mauren. Il s'agit du 20e titre de l'histoire du club dans la compétition.

## 1ertour
Le FC Balzers est exempté de ce tour.
| Équipe 1          | Résultat | Équipe 2   |
| ----------------- | -------- | ---------- |
| USV Eschen/Mauren | 2 - 1    | FC Schaan  |
| FC Triesenberg    | 2 - 6    | FC Ruggell |
| FC Triesen        | 0 - 2    | FC Vaduz   |

## Demi-finales
| Équipe 1          | Résultat | Équipe 2   |
| ----------------- | -------- | ---------- |
| USV Eschen/Mauren | 6 - 3    | FC Ruggell |
| FC Vaduz          | 3 - 1    | FC Balzers |

## Finale
| 16 mai 1985 | FC Vaduz | 2 - 0 | USV Eschen/Mauren | Balzers |  |
|             |          |       |                   |         |  |